# 富田町 (前橋市)
富田町（とみだまち）は、群馬県前橋市の地名。郵便番号は379-2161。2013年現在の面積は3.27km2。

## 地理
赤城山南麓の末端、荒砥川の右岸に位置している。西部は赤城山南麓の緩やかな傾斜地で、そのほぼ中央に大泉坊川による放射谷が見られる。

## 歴史
江戸時代頃からある地名である。はじめは大胡城主牧野氏領、元和2年に前橋藩領、明和5年に幕府領代官前沢藤十郎支配地、天明5年から前橋藩領だった。

### 年表
- 1889年4月1日 町村制施行により、富田村は荒子村、ニ之宮村、今井村、荒口村、泉沢村、下大屋村、飯土井村、新井村、西大室村、東大室村と合併し南勢多郡荒砥村が成立する。
- 1896年4月1日 南勢多郡と東群馬郡が統合し勢多郡となる。
- 1957年2月20日 木瀬村と合併し城南村が成立する。
- 1967年5月1日 城南村が前橋市へ編入される。そのため前橋市富田町となる。
- 2008年6月22日 国道17号（上武道路）の国道50号 - 群馬県道3号前橋大間々桐生線 間の開通に伴い、当町に初めて国道が通る事となる。

## 世帯数と人口
2025年（令和7年）4月30日現在の世帯数と人口は以下の通りである。
| 町丁   | 世帯数  | 人口    |
| ------ | ------- | ------- |
| 富田町 | 934世帯 | 2,460人 |

## 小・中学校の学区
市立小・中学校に通う場合、学区は以下の通りとなる。
| 番地 | 小学校               | 中学校             |
| ---- | -------------------- | ------------------ |
| 一部 | 前橋市立荒子小学校   | 前橋市立荒砥中学校 |
| 一部 | 前橋市立桂萱東小学校 | 前橋市立桂萱中学校 |

## 交通

### 鉄道
鉄道駅はない。

### 道路
国道は国道17号上武道路が、県道は群馬県道40号藤岡大胡線、群馬県道76号前橋西久保線が通っている。

## 施設
- JA前橋市本所生活部産直ゆうあい館